# Putochinomaricón
Putochinomaricón, nombre artístico de Chenta Tsai Tseng (en chino tradicional, 蔡承達; en pinyin: Cài Zhēntài;Taipéi, 20 de diciembre de 1990), es un cantante, músico, arquitecto, artista multimedia y activista hispano-taiwanés. Comenzó su carrera en 2018, con el lanzamiento de su primer LP, Corazón de Cerdo con Ginseng al Vapor, en formato digital así como en una reducida tirada en físico. En mayo de 2019 publicó su segundo trabajo, Miseria Humana, proyecto que trataba en profundidad el "loop music" con canciones cortas. En 2022, sacó el álbum JÁJÁÉQÚÍSDÉ (Distopía Aburrida).

## Biografía y carrera artística
Chenta Tsai nació en Taiwán pero se trasladó con sus padres a España con once meses, donde creció en el madrileño barrio de Vallecas. Su familia le mantuvo siempre dentro de su comunidad, a causa del habitual estigma hacia la comunidad asiática. Parte de su objetivo es precisamente, dice, ocupar espacios tradicionalmente negados a personas como él.
Pronto se interesó por el mundo de la música y accedió al Conservatorio, cursando violín hasta los 21 años. En el año 2017 llegaría su irrupción definitiva en la música y el nacimiento de Putochinomaricón, de la mano de Elefant Records. El 19 de febrero de 2017 publica en su canal de YouTube el tema Gente de mierda, su canción más viral y todo un desahogo contra el acoso de todo tipo, que él mismo soportó.
El 20 de abril de 2018, sale al mercado su primer álbum, Corazón de cerdo con ginseng al vapor. El 10 de mayo de 2019 sale el segundo, Miseria Humana, que continúa en la línea del anterior aunque añadiendo otros géneros en una suerte de mixtape, sin una clara cohesión estilística, aunque tampoco intención de tenerla. 
Ha desarrollado también su faceta como actor, participando en la webserie Looser, dirigida por Esty Quesada, en 2018.

## Estilo musical y activismo
Tsai basa su concepto artístico en un análisis en torno a su condición de inmigrante y de homosexual, de ahí su apodo Putochinomaricón. Hace una reapropiación de estos tres calificativos, usados con intención discriminatoria hacia las personas de los dos colectivos a los que pertenece Tsai. 
Hace no obstante una dura crítica a la comunidad LGTB actual, a la que tilda de "racista y plumófoba". Se ha mostrado cercano a las ideas del Orgullo Crítico, que promueven la recuperación del sentido reivindicativo y de protesta del Orgullo, rechazando el capitalismo rosa. Participa asimismo en la organización SOS Racismo.
Declara como referentes a personalidades como la cantante Charli XCX y Sophie o al diseñador Gosha Rubchinskiy, además de a personajes de Internet como Esty Quesada. Su música se centra en el pop electrónico, aunque ha explorado otros sonidos, especialmente en su último disco, Miseria Humana, en el que se aprecian claras reminiscencias punk rock o incluso otras del dance hall y el trap de otros jóvenes talentos del panorama musical español como Bad Gyal. El carácter y sonido de sus composiciones podría compararse con proyectos de la escena indie española enmarcados en el término subnopop o electrodisgusting, como Las Bistecs, Ladilla Rusa, Samantha Hudson u Ojete Calor; aunque Tsai prefiere no identificarse con estos términos.
Por otro lado, cabe mencionar que ninguno de sus temas, hasta la fecha, supera los tres minutos de duración, nada casual dentro de su concepto artístico, que se alimenta de la cultura mainstream y la tendencia a la inmediatez de las redes sociales.

## Discografía
Ha publicado hasta la fecha tres álbumes de estudio, aunque su estrategia de distribución se centra en YouTube, donde se han publicado todas sus canciones en primicia antes de llegar a las plataformas de streaming. Algunas, como Marika Pikapika, solo han sido publicadas en dicha plataforma. En total, 17 canciones compuestas y producidas por él mismo y publicadas bajo el sello indie Elefant Records.

#### Sencillos
- 2018: Gente de mierda
- 2018: El test de la Bravo y la Superpop[8]
- 2019: Doble tic azul
- 2019: Deporte nacional
- 2019: Tú no eres activista[8]
- 2020: Kill the machine Junto a Rizha

Álbumes de estudio
- 2018: Corazón de cerdo con ginseng al vapor
- 2019: Miseria Humana
- 2022: Jájá éqúísdé (distopía aburrida)
- 2023: Afong (Mordió La Mano Del Amo)
- 2023: Pasadas de moda

## Filmografía

### Televisión
| Año  | Serie             | Rol           | Notas                 |
| ---- | ----------------- | ------------- | --------------------- |
| 2018 | Looser            | Chico Terapia | Episodio «Marco Polo» |
| 2024 | Al cielo con ella | Invitado      | Episodio 11           |

## Publicaciones
- 2019 Arroz tres delicias: sexo, raza y género, editorial: Plan B, ISBN: 978-84-17001-89-6